# Ehrsten
Ehrsten ist ein Ortsteil der Gemeinde Calden im nordhessischen Landkreis Kassel.

## Geographische Lage
Ehrsten liegt inmitten typisch nordhessischer hügeliger und bewaldeter Landschaft im Tal der Nebelbeeke zwischen Fürstenwald und Meimbressen auf etwa 252 m ü. NHN westlich des Schartenbergs (403,9 m) mit der Ruine Schartenburg (389,5 m) und nördlich des Hohen Dörnbergs (578,7 m). Das ehemals rein landwirtschaftlich geprägte Dorf ist der zweitkleinste Ortsteil der Großgemeinde.

## Geschichte

### Übersicht
Die Ortslage befindet sich unweit bedeutender archäologischer Funde aus der Jungsteinzeit. Das Caldener Erdwerk und zahlreiche Grabanlagen zwischen Ehrsten und Calden lassen sich bis auf eine Zeit vor 5.700 Jahren datieren.
Der Ortsname selbst deutet auf eine Gründung um 500 n. Chr. hin. Ehrsten gehört damit zu den ältesten Siedlungen der Region. Als „Herste“ findet sich die erste bekannte Erwähnung in Klosterakten der Klöster Fulda und Corvey aus dem Jahr 952.
Aktuelle Grabungen im Dorfkern belegen ein Grubenhaus mit Webhütte aus dem 10. Jahrhundert. Die ältesten noch erhaltenen Fachwerkhäuser entstanden am Ende des 17. Jahrhunderts. Vermutlich aus der Mitte des 14. Jahrhunderts stammt ein Teil der Ehrster Kirche. 1778 grundlegend umgebaut, ist sie als kleine spätgotische Saalkirche erhalten. Im Kirchenschiff wurden vor einigen Jahren zahlreiche ornamentale Wandmalereien freigelegt.
Die Situation als Grenzdorf zwischen sächsischem und fränkischem Einflussbereich prägte die Dorfgeschichte. Ehrsten wechselte als Besitz unterschiedlichster Herrscher sowie der Paderborner und Mainzer Kirche hin und her. Im Gegensatz zur fränkischen Fachwerk-Architektur gehört Ehrsten sprachlich zum niederdeutschen Raum. Mit Fürstenwald und Zierenberg liegt es direkt an der Benrather Linie, der deutschen Sprachgrenze zwischen mitteldeutschem und niederdeutschem Sprachraum. Diese Sprachgrenze zwischen den Dörfern ist teilweise heute noch erlebbar.
Eine eigene Schule erhielt Ehrsten bereits 1702. Seit 1967 müssen die Ehrster Kinder nach Calden (Grundschule) und Grebenstein zum Unterricht. Hatte Ehrsten im 18. Jahrhundert nur knapp über 200 Einwohner, wuchs diese Zahl bis zum Ende des Zweiten Weltkrieges langsam auf rund 450. Durch den Zuzug von Vertriebenen erhöhte sie sich in wenigen Jahren auf 670. Mit der folgenden Ausweisung neuer Baugebiete in den 1950er bis 1970er Jahren begann Ehrsten sein Gesicht zu verändern, und durch den Rückgang der landwirtschaftlichen Betriebe seit den 1970er Jahren erfuhr das Dorf den wohl gravierendsten Strukturwandel seiner Geschichte. Vier verbliebene Vollerwerbsbetriebe, einige kleine Handwerksbetriebe und Freiberufler bieten die wenigen Arbeitsplätze am Ort. Das Verhältnis von 450 Einwohnern zu 112 Haushalten (1948) und 750 Einwohnern zu 260 Haushalten (2004) macht die veränderten Lebens- und Wohnbedingungen deutlich. Selbst die örtliche Nahversorgung war mittlerweile nur noch durch einen in Eigenregie der Bürger betriebenen Laden möglich, der jedoch im Jahr 2010 aufgegeben wurde.

### Hessische Gebietsreform
Am 1. August 1972 wurde die bis dahin Selbständige Gemeinde Ehrsten, im Zuge der Gebietsreform in Hessen, kraft Landesgesetz in die Gemeinde Calden eingemeindet. Damit verbunden war der Wechsel in den neu geschaffenen Landkreis Kassel. Für alle ehemals eigenständigen Gemeinden von Calden wurden Ortsbezirke mit Ortsbeirat und Ortsvorsteher nach der Hessischen Gemeindeordnung gebildet.

### Bevölkerung
Einwohnerentwicklung
- 1585: 35 Haushaltungen
- 1747: 47 Haushaltungen

| Ehrsten: Einwohnerzahlen von 1834 bis 2018 | Ehrsten: Einwohnerzahlen von 1834 bis 2018 | Ehrsten: Einwohnerzahlen von 1834 bis 2018 | Ehrsten: Einwohnerzahlen von 1834 bis 2018 | Ehrsten: Einwohnerzahlen von 1834 bis 2018 |
| --- | ------------------------------------------ | ------------------------------------------ | ------------------------------------------ | ------------------------------------------ |
| Jahr |                                            |                                            |                                            | Einwohner                                  |
| 1834 | 1834                                       |                                            | 333                                        | 333                                        |
| 1840 | 1840                                       |                                            | 321                                        | 321                                        |
| 1846 | 1846                                       |                                            | 357                                        | 357                                        |
| 1852 | 1852                                       |                                            | 373                                        | 373                                        |
| 1858 | 1858                                       |                                            | 388                                        | 388                                        |
| 1864 | 1864                                       |                                            | 425                                        | 425                                        |
| 1871 | 1871                                       |                                            | 379                                        | 379                                        |
| 1875 | 1875                                       |                                            | 375                                        | 375                                        |
| 1885 | 1885                                       |                                            | 373                                        | 373                                        |
| 1895 | 1895                                       |                                            | 386                                        | 386                                        |
| 1905 | 1905                                       |                                            | 370                                        | 370                                        |
| 1910 | 1910                                       |                                            | 414                                        | 414                                        |
| 1925 | 1925                                       |                                            | 452                                        | 452                                        |
| 1939 | 1939                                       |                                            | 424                                        | 424                                        |
| 1946 | 1946                                       |                                            | 762                                        | 762                                        |
| 1950 | 1950                                       |                                            | 738                                        | 738                                        |
| 1956 | 1956                                       |                                            | 615                                        | 615                                        |
| 1961 | 1961                                       |                                            | 574                                        | 574                                        |
| 1967 | 1967                                       |                                            | 550                                        | 550                                        |
| 1970 | 1970                                       |                                            | 624                                        | 624                                        |
| 1980 | 1980                                       |                                            | ?                                          | ?                                          |
| 1990 | 1990                                       |                                            | ?                                          | ?                                          |
| 2000 | 2000                                       |                                            | ?                                          | ?                                          |
| 2011 | 2011                                       |                                            | 696                                        | 696                                        |
| 2015 | 2015                                       |                                            | 675                                        | 675                                        |
| 2018 | 2018                                       |                                            | 673                                        | 673                                        |
| Datenquelle: Historisches Gemeindeverzeichnis für Hessen: Die Bevölkerung der Gemeinden 1834 bis 1967. Wiesbaden: Hessisches Statistisches Landesamt, 1968. Weitere Quellen: ; Gemeinde Calden; Zensus 2011 |                                            |                                            |                                            |                                            |

Historische Religionszugehörigkeit
 Quelle: Historisches Ortslexikon
| • 1885: | 366 evangelische (= 98,12 %), 7 anderes christliche-konfessionelle (= 1,88 %) Einwohner |
| • 1961: | 480 evangelische (= 83,62 %), 82 katholische (= 14,29 %) Einwohner                      |

## Wappen
| Wappen von Ehrsten | Blasonierung: „In Gold eine blau gekrönte rote Löwenmaske mit aus dem Mundwinkeln hervorbrechenden angewinkelten blau gekleideten Armen mit dem Betrachter zugewendeten roten Handflächen.“ |
| Wappen von Ehrsten | Im April 1952 wurde der Gemeinde Ehrsten durch das Hessische Staatsministerium das Recht zur Führung eines Wappens verliehen.                                                               |

## Ehrenbürger
- 1895 Otto von Bismarck (1815–1898), Reichskanzler